# تشيزاري دا سيستو
تشيزاري دا سيستو (بالإيطالية: Cesare da Sesto)‏ وهو رسام إيطالي من عصر النهضة ولد في سنة 1477 في قرية سيستو كاليندي في لومبارديا وقد قضى حياته في مدينة ميلانو، عمل مع بالداسير بيروتزي في روما في سنة 1505، توفي في سنة 1523 في ميلان.